# Гарибальди (озеро)
Гарибальди (Гарибалди, англ. Garibaldi Lake) — горное озеро в провинции Британская Колумбия в Канаде.
Расположено в юго-западной части провинции на территории одноимённого провинциального парка в 70 км к северу от Ванкувера и в 19 км к югу от Уистлера. Площадь зеркала озера составляет 9,94 км². Высота над уровнем моря 1484 метра. Также как и расположенный рядом одноимённый горный пик высотой 2678 метров озеро было названо в честь национального героя Италии Джузеппе Гарибальди.
|  |